# Faculdade de Odontologia da Universidade de São Paulo
A Faculdade de Odontologia da USP é uma unidade da Universidade de São Paulo, localizada na cidade de São Paulo - SP. A FOUSP surgiu do desmembramento da antiga Faculdade de Farmácia e Odontologia da Universidade de São Paulo em duas unidades distintas. Além disso, é o 10º melhor curso de graduação em odontologia do mundo segundo o Global Ranking of Academic Subjects 2021, e alcancou o 13º Lugar no QS World University Rankings 2021.

## História
No dia 1 de dezembro de 1900, a Congregação da Escola Livre de Pharmácia, estabelecida na Rua Brigadeiro Tobias nº 1, aprovou a proposição dos Professores Macedo Soares e Luiz Pinto de Queiroz da instituição de uma cadeira de Prótese dentária, “para, mediante ligação a outras já existentes na própria Escola, assim ficar completo e estabelecido o curso de ARTE DENTÁRIA”. Nessa data foi, portanto, oficializado, o início do ensino de odontologia no Estado de São Paulo. Para Professores do curso de odontologia foram designados o médico José Valeriano de Souza e os cirurgiões dentistas Vieira Salgado e Emílio Mallet.
Em 1902, a Escola Livre de Pharmácia passou a denominar-se ”Escola de Pharmácia, Odontologia e Obstetrícia de São Paulo”.
Em 5 de novembro de 1904, foi lançada a pedra fundamental do novo edifício da Escola à Rua Três Rios, no Bom Retiro. Em 12 de outubro de 1905, foi inaugurado o novo edifício. Nesse mesmo ano, pelo decreto 1.371, a União passava a reconhecer os diplomas emitidos pela Escola, o que permitia que seus formandos pudessem exercer a Profissão em todo o território nacional.
A década de 20 foi marcada por um período de turbulência. De 1920 a 1932, a Escola viu-se envolvida num processo generalizado de deterioração em decorrência de legislação inadequada e inoperância, o que culminou com a perda, pela Escola, da “equiparação federal”. Houve uma tentativa de nova reconquista em 1927, mas, em 1931, por decreto federal foram extintas todas as escolas estaduais de odontologia.
Em 1932, por intervenção do Governo do Estado, houve o sequestro dos bens da Escola. Benedito Montenegro foi encarregado de reorganizar o funcionamento da escola que reinicia suas atividades com o nome de “Faculdade de Farmácia e Odontologia”. Esse eminente médico, prestou serviços importantes na moralização e evolução do ensino e foi diretor no período de 1932 a 1935.
Em fevereiro de 1933, a Faculdade já contava com a equiparação federal a outros estabelecimentos congêneres e, pelo decreto 6.231, de 19 de dezembro do mesmo ano, o Estado assumiu a administração da Faculdade.
Em 25 de janeiro de 1934 o governador do estado, Armando Salles de Oliveira, expediu o decreto de criação da USP e a faculdade foi a ela incorporada com o nome de Faculdade de Farmácia e Odontologia da Universidade de São Paulo, que teve como seu 1º diretor o próprio Prof. Benedito Montenegro. Ainda em 1934, foram introduzidas as cadeiras de Eletroterapia e Radiologia Aplicadas e a de Cirurgia da Boca, bem como o ensino da odontopediatria, anexo à cadeira de ortodontia, que se constituíram em verdadeiras inovações no ensino odontológico no Brasil.
Em 28 de novembro de 1935, foi fundado o “Centro Acadêmico XXV de Janeiro” da Faculdade de Farmácia e Odontologia da Universidade de São Paulo.
O Professor Raul Vargas Cavalheiro foi diretor da Faculdade de 1935 a 1937, quando voltou para o cargo, por um curto período, o Professor Benedito Montenegro. Em 1º de janeiro de 1938, assumiu o vice-diretor Lineu Prestes, que permaneceu no posto até junho de 1941.
Nesse tempo, a Faculdade conheceu um período de expansão em todos os setores. Novos laboratórios e clinicas foram inauguradas, a biblioteca foi reorganizada, e instalação de laboratórios tecnológicos da cadeira de química industrial farmacêutica e da clínica odontopediátrica, inédito no País. Iniciaram-se os serviços dentários de assistência social, publicou-se o 1° número dos “Anais” da Faculdade e iniciou-se a contratação de especialistas estrangeiros. Com todos esses melhoramentos introduzidos, a Faculdade foi considerada, em 1941, como o “melhor estabelecimento de ensino farmacêutico e odontológico do Brasil”.
Em 1941, o Prof. Américo Mariel de Castro assume o cargo, permanecendo por 5 anos. Ele inaugurou o pavilhão de anatomia e prótese e continuou a contratar Professores estrangeiros. Durante sua gestão foram editados mais de 3 volumes dos “Anais” contendo os trabalhos de pesquisa realizadas no laboratórios da Faculdade. O Prof. João Sampaio Dória foi diretor desde março de 1946 até novembro do mesmo ano e foi sucedido por Cyro Silva que dirigiu até junho de 1948. Ambos deram continuidade aos trabalhos e atividades mantidas pela faculdade.
Prosseguem as reformas e a constatação de novos Professores. Durante as gestões do Professor Paulo de Toledo Artigas, que permaneceu no cargo de 1948 a 1954, foram instituídos os cursos noturnos de Odontologia e Farmácia e aprovada a realização dos cursos de pós-graduação para farmacêuticos, sendo o responsável pela construção de pavilhões destinados à farmacologia experimental e ao laboratório clínico e ainda modernizou e enriqueceu a biblioteca, tornando-a uma das mais completas na área químico-farmacêutica e odontológica. Ele contratou o Prof. Arthur Gobel reconhecidamente uma das grandes autoridades nos EUA para reger a cadeira de Técnica Odontológico. Seu sucessor foi o Professor Aristóteles Orsini do curso de farmácia.
De 1957 a 1960 volta à direção o Prof. João Sampaio Doria e, em seguida, por eleição, assume o Prof. Antonio Adamastor Corrêa.
Pelo decreto 40.346, de 7 de julho de 1962, ocorreu a separação dos cursos de Farmácia e Odontologia, dando origem a duas escolas distintas, a Faculdade de Farmácia e Bioquímica, hoje conhecida como Instituto de Ciências Farmacêuticas e a Faculdade de Odontologia da Universidade de São Paulo. Nessa época, era diretor, o Professor Antonio Adamastor Correa, que permaneceu na direção por 12 anos, de 1960 a 1972. Quando da separação dos dois cursos, o Professor Adamastor, pertencente ao curso de Odontologia, ficou na direção da FOUSP, enquanto para a Farmácia e Bioquímica foi designado o Professor Henrique Tastaldi.
O Prof. Antonio Adamastor Correa desenvolveu um novo ritmo de ensino e de pesquisa. Novas instalações são construídas: um prédio no qual se instalavam a Anatomia, a Radiologia e a Prótese, um 2° prédio onde se localizaram a Histologia, a Fisiologia, a Farmacologia e a Odontologia Legal. Foi instalada uma nova clínica com 25 equipos. Além do prédio principal que foi ampliado. Foram construídos na Cidade Universitária, galpões, para abrigar as disciplinas do 1° e 2° anos (Anatomia, Histologia, Fisiologia, Farmacologia, Microbiologia, Materiais Dentários e Dentística). Essa construção dos barracões, na Av. Luciano Gualberto, possibilitou espaço para a evolução da pesquisa e respectiva compra de equipamentos.
Com a reforma e a separação das duas faculdades em 1962, este título retornou e Mendel Abramovicz, em 1963, tornou-se o 1° doutor pela FOUSP, com a tese “Contribuição para o estudo da cronologia da erupção dos dentes permanentes em judeus do grupo étnico askenazim de níveis sócio-econômicos elevados – sua explicação na estimativa da idade”.
A mudança de parte da faculdade para a Cidade Universitária induziu à obtenção do terreno e início da construção do prédio onde hoje está instalada a FOUSP na Av. Lineu Prestes, 2227.
A transferência da FOUSP para o campus da Cidade Universitária Armando Sales de Oliveira ocorreu, em condições precárias, em 1982 e deu-se aos poucos, pois a construção do prédio foi realizada em diferentes etapas. Nessa ocasião era diretor o Prof. Dioracy Fonterrara Vieira.
O atendimento a pacientes desde 1982 foi realizado em clínicas instaladas no porão do “Hospital Universitário”. Todos os diretores da FOUSP, após esse período, empenharam-se em concluir cada etapa do prédio, introduzindo cada um deles melhorias importantes para faculdade.
Foram eles os Professores: Miaki Issao (1985-1988), Mendel Abramovicz (1989-1992) e Edmir Matson (1993-1996) que impulsionou à informatização, disponibilizando meios para que docentes, alunos e funcionários tivessem acesso aos avanços da tecnologia e se adequassem à nova realidade.
Em seguida, assumiu o Prof. José Fortunato Ferreira Santos (1997-2000) que continuou a buscar alternativas para a conclusão da Clinica Odontológica. No ano de 2000, a Faculdade de Odontologia da USP completa 100 anos e entre as diversas festividades, foi lançado o catálogo “100 anos FOUSP” que resgata a história da faculdade até aquele momento.
Em 2001 assume novamente o Prof. Edmir Matson por mais 3 anos. Em 2004 assume o Prof. Ney Soares de Araujo que permanece até 2005.
Em 2006, o Prof. Carlos de Paula Eduardo assume a diretoria da faculdade e faz inúmeras melhorias nos prédios da FOUSP, modernizando as instalações, criando o laboratório de biologia oral, entre outras. Em 11 de julho de 2006, inaugurou a nova clínica da FOUSP composta de 205 consultórios que realiza aproximadamente 138 mil atendimentos por ano.
Os avanços da FOUSP contribuíram para aumentar a participação da USP na busca constante de melhoria nos seus serviços de saúde.
Entre 2009 até 2013, o Diretor, Prof. Rodney Garcia Rocha continuou a formar Professores competentes e Profissionais de destaque e seu nome cresce como centro de excelência em pesquisa e ensino reconhecida em âmbito nacional e internacional.
Em novembro de 2013 o Prof. Waldyr Antônio Jorge assume a diretoria da faculdade para o período 2013-2017, tendo como vice diretor o Prof. Dr. Giorgio De Micheli. Ao longo dos anos, inúmeros avanços nos setores de saúde e estética bucal, bem como a constante preocupação com a reforma curricular. O curso fortalece a formação voltada para a saúde pública e atenção primária à saúde, integrando a estrutura do conhecimento a uma formação mais humana.
Nós últimos anos, a FOUSP tem se dedicado intensamente para inserção no cenário internacional. Em busca da internacionalização, já foram realizadas parcerias com universidades nos Estados Unidos, Europa, Ásia e América Latina, tanto para pesquisas quanto no intercâmbio de alunos e professores visitantes.
Para o quadriênio 2017-2021, a FOUSP está sob a gestão dos docentes Prof. Dr. Rodney Garcia Rocha, como Diretor e Prof. Dr. Giulio Gavini, como Vice-Diretor.
No dia 05 de outubro de 2021 foi realizada a eleição para a nova diretoria da FOUSP para o quadriênio 2021-2025, sendo eleitos como Diretor o Prof. Dr. Giulio Gavini e como Vice-Diretor o Prof. Dr. Giuseppe Alexandre Romito 

## Estrutura
Os sete departamentos da FOUSP são os seguintes:
ODB - Departamento de Biomateriais e Biologia Oral
ODC - Departamento de Cirurgia, Prótese e Traumatologia Maxilofaciais
ODD - Departamento de Dentistica
ODE - Departamento de Estomatologia
ODO - Departamento de Ortodontia e Odontopediatria
ODP - Departamento de Prótese
ODS - Departamento de Odontologia Social

## Órgãos Estudantis

### Associação Atlética Acadêmica XXV de Janeiro
A Associação Atlética Acadêmica XXV de Janeiro (A.A.A. XXV de Janeiro) é uma agremiação esportiva estudantil da Faculdade de Odontologia da Universidade de São Paulo.
É uma das instituições pioneiras no esporte universitário, tendo sido uma das fundadoras da Federação Universitária Paulista de Esportes (FUPE), em 1934.
Nos anos 60 ela abrangia as faculdades de Odontologia e Farmácia, sendo separada quando as faculdades também foram.
A Atlética participa da mais importante competição esportiva da USP, o InterUSP, bem como da InterOdonto , na qual possui grande hegemonia sendo vencedora de 14 das 19 competições realizadas.
Além destas competições, disputou também a LAAUSP e a Federação Universitária Paulista de Esportes e participou do JUP, JUSP, Copa USP, Jogos da Liga (USP) e BichUSP.

### Centro Acadêmico XXV de Janeiro
O Centro Acadêmico XXV de Janeiro foi um dos primeiros centros acadêmicos paulista, cuja fundação ocorreu em 28 de Novembro de 1934. Foi criado para substituir o Centro Acadêmico Fármaco-Odontológico após a incorporação da Escola de Farmácia e Odontologia de São Paulo pela Universidade de São Paulo.
Durante muitos anos, a sede do centro foi na Rua Três Rios no bairro do Bom Retiro. O nome XXV de Janeiro foi aprovado por votação em Assembléia Geral entre os acadêmicos para homenagear o dia da instituição da Universidade de São Paulo em 25 de Janeiro de 1934.
O primeiro estatuto foi aprovado em 28 de maio de 1935 em uma reunião geral, na qual também foi eleito o primeiro presidente do C.A. Charles Shalders Coachman. Este, entretanto, não foi empossado, pois alegando motivos de força maior, renunciou ao cargo. Assumiu então o vice-presidente Silva Mattos.
Em 25 de março de 1936 o cargo foi definitivamente preenchido por Tullio Celso de Moura Rangel, presidente eleito. Este iniciou intercâmbio com os demais C.A.s, iniciou os registros dos estatutos e inscrição na FUPE (Federação Universitária Paulista de Esportes), realizou também a primeira “vesperal dançante” para os calouros.
A gestão 38/39 finalizou os registros de estatutos do CA no cartório de títulos e ofícios tornando assim o C.A. XXV de Janeiro, para fins de direito, pessoa jurídica. O estatuto do C.A. prevê eleições diretas, podendo se candidatar chapas com no mínimo 9 integrantes, estes ocupam as diretorias do centro acadêmico além do presidente e vice-presidente.
Em 1962, quando à frente da presidência do Centro estava Moacyr da Silva, ocorre a separação dos cursos de Farmácia e Odontologia, com a consequente separação do C.A. Após inúmeras reuniões, foi deliberado que o nome XXV de Janeiro permaneceria com a Odontologia e o Centro Acadêmico da Farmácia se tornaria Centro Acadêmico de Farmácia e Bioquímica.
Durante o período da ditadura militar, os centros acadêmicos perderam sua legitimidade, sendo substituídos pelos diretórios acadêmicos que não tinham a mesma autonomia. Esta foi uma forma encontrada para diminuir a força política dos alunos e facilitar sua fiscalização.
Apesar de sua existência ser proibida, o C.A. XXV de Janeiro continuou existindo, porém sem registros oficiais, mas mantendo sua estrutura e as eleições para os alunos que se aventuravam a lutar politicamente por sua profissão e ideais.
Após o período da ditadura o Centro Acadêmico retornou de forma legítima e passou a coexistir com o Diretório Acadêmico, com a mudança nos regimentos internos os vínculos entre universidade e diretório foram praticamente anulados e os diretórios foram incorporados pelos centros acadêmicos.
Muitas chapas deram continuidade aos trabalhos do C.A. e foram incrementando novas metas e novas conquistas, como o Congresso Universitário Brasileiro de Odontologia (CUBO) que foi formado a partir da Jornada Acadêmica de Odontologia ou SOUP que foi fundada em meados dos anos 60/70. Deste encontro surgiu o CUBO que logo despontou como um dos mais reconhecidos e renomados congressos organizados por alunos de graduação.
Outra inovação proposta foi o “JAR”, Jornal Alta Rotação, com circulação interna na FOUSP, é um canal de comunicação de alunos, funcionários e professores. Além do jornal, em 1998 foi criado a Liga de Neoplasia Bucal e em 2004 a Liga de Cirurgia Oral e Maxilo Facial

### Ligas[12]
LAE - Liga Acadêmica de Endodontia
LID - Liga Interdisciplinar de Dor Orofacial
LIESTO - Liga Interdisciplinar de Estética em Odontologia
LII - Liga Interdisciplinar de Implantodontia
LICOMF - Liga de Cirurgia Oral e Maxilofacial
LIMB - Liga Interdisciplinar das Neoplasias Bucais
LARO - Liga Acadêmica de Radiologia
LGPO - Liga de Gestão e Planejamento Odontológico
LAPE - Liga Acadêmica de Periodontia